# IL Близнецов
IL Близнецов (лат. IL Geminorum) — одиночная переменная звезда в созвездии Близнецов на расстоянии (вычисленном из значения параллакса) приблизительно 31 604 световых лет (около 9 690 парсек) от Солнца. Видимая звёздная величина звезды — от +15,8m до +14,5m.

## Характеристики
IL Близнецов — жёлтая пульсирующая переменная звезда типа RR Лиры (RRAB) спектрального класса G. Эффективная температура — около 5443 К.